# أماندا كيميل
أماندا كيميل (بالإنجليزية: Amanda Kimmel)‏ هي متسابقة ملكة الجمال وعارضة وممثلة أمريكية، ولدت في 3 أغسطس 1984 في الولايات المتحدة.

## وصلات خارجية
- أماندا كيميل على موقع IMDb (الإنجليزية)
- أماندا كيميل على موقع ألو سيني (الفرنسية)
- أماندا كيميل على موقع قاعدة بيانات الفيلم (الإنجليزية)
- أماندا كيميل على موقع كينوبويسك (الروسية)